# 集積回路についての知的所有権に関する条約
集積回路についての知的所有権に関する条約（しゅうせきかいろについてのちてきしょゆうけんにかんするじょうやく、Treaty on Intellectual Property in Respect of Integrated Circuits）は、半導体集積回路の回路配置の保護に関する条約である。
作成地にちなんだワシントン条約（Washington Treaty）、または、頭文字をとってIPIC条約（IPIC Treaty）という通称で呼ばれることが多い。

## 概要
1989年5月26日にアメリカ合衆国のワシントンD.C.で作成された。2007年10月現在、未発効。
知的所有権の貿易関連の側面に関する協定（TRIPS協定）では、第35条において「加盟国は、集積回路の回路配置（この協定において「回路配置」という。）について、集積回路についての知的所有権に関する条約の第二条から第七条まで（第六条（3）の規定を除く。）、第十二条及び第十六条（3）並びに次条から第三十八条までの規定に従って保護を定めることに合意する。」と定めており、ワシントン条約の実体規定部分を準用している。このため、ワシントン条約自体は発効していないものの、150か国以上にのぼる世界貿易機関（WTO）の加盟国にはこの条約を遵守する義務が実質的に課せられている。
逆に言えば、ワシントン条約が目的とした保護は、TRIPS協定において世界的規模で実現しているために、WTO加盟国は改めてこの条約を締結する必要がないということになる。
日本では、半導体回路配置保護法において半導体集積回路の回路配置の保護について定めている。